# Île de Cocagne
L'île de Cocagne est une île canadienne située dans le comté de Kent, au sud-est du Nouveau-Brunswick. Elle est bordée par le havre de Cocagne au sud et par le détroit de Northumberland au nord. L'île a une superficie d'environ deux kilomètres carrés. L'île fait face au village de Cocagne mais, administrativement, est incluse dans le district de services locaux de la Dundas.